# Симон де Монфор, 6-й граф Лестер
Симон де Монфор (*23 травня 1208 — †4 серпня 1265) — англійський політичний та військовий діяч, 6-й граф Лестер, 1-й граф Честер, засновник Палати громад англійського парламенту.

## Життєпис

### Молоді роки
Народився у родині небагатого французького володаря Симона де Монфора, графа Лестеру, та Аліси де Монморансі. Замолоду брав участь в альбігойських хрестових походах свого батька, зокрема у 1217—1218 роках, поки його батько Монфор-старший не загинув під Тулузою. Після цього статки родини в Англії були конфісковані, а французьким майном заволодів старший брат Аморі де Монфор. Після цього Симон продовжував воювати з катарами, сподіваючись придбати якесь володіння у Лангедоці. Зрештою у 1229 році порозумівся з братом Аморі. Симон відмовлявся від володінь у Франції, а Аморі — в Англії. Після цього Симон де Монфор став клопотати при дворі короля Генріха III щодо повернення спадкових земель. 1230 року отримав згоду на це, проте вступив у володіння графством Лестер лише у 1239 році. Це вдалося завдяки товариським стосункам з англійським королем. Крім того, Генріх III у 1238 році дав згоду на шлюб Монфора зі своєю сестрою Елеанорою. Це відбулося таємно з огляду на незнатне походження Симона. Коли ця таємниця розкрилася, шлюб засудив Едмунд Річ, архієпископ Кентерберійський, а згодом повстав Річард, граф Корнуел. За 6 тисяч марок Генріх III погасив невдоволення графа Корнуолу. Симон де Монфор змушений був їздити до папи римського Григорія IX, щоб отримати згоду церкви на цей шлюб. У цій справі допомогли дружні стосунки Симона з впливовим єпископом Робертом Гросетестом.

### Політична кар'єра

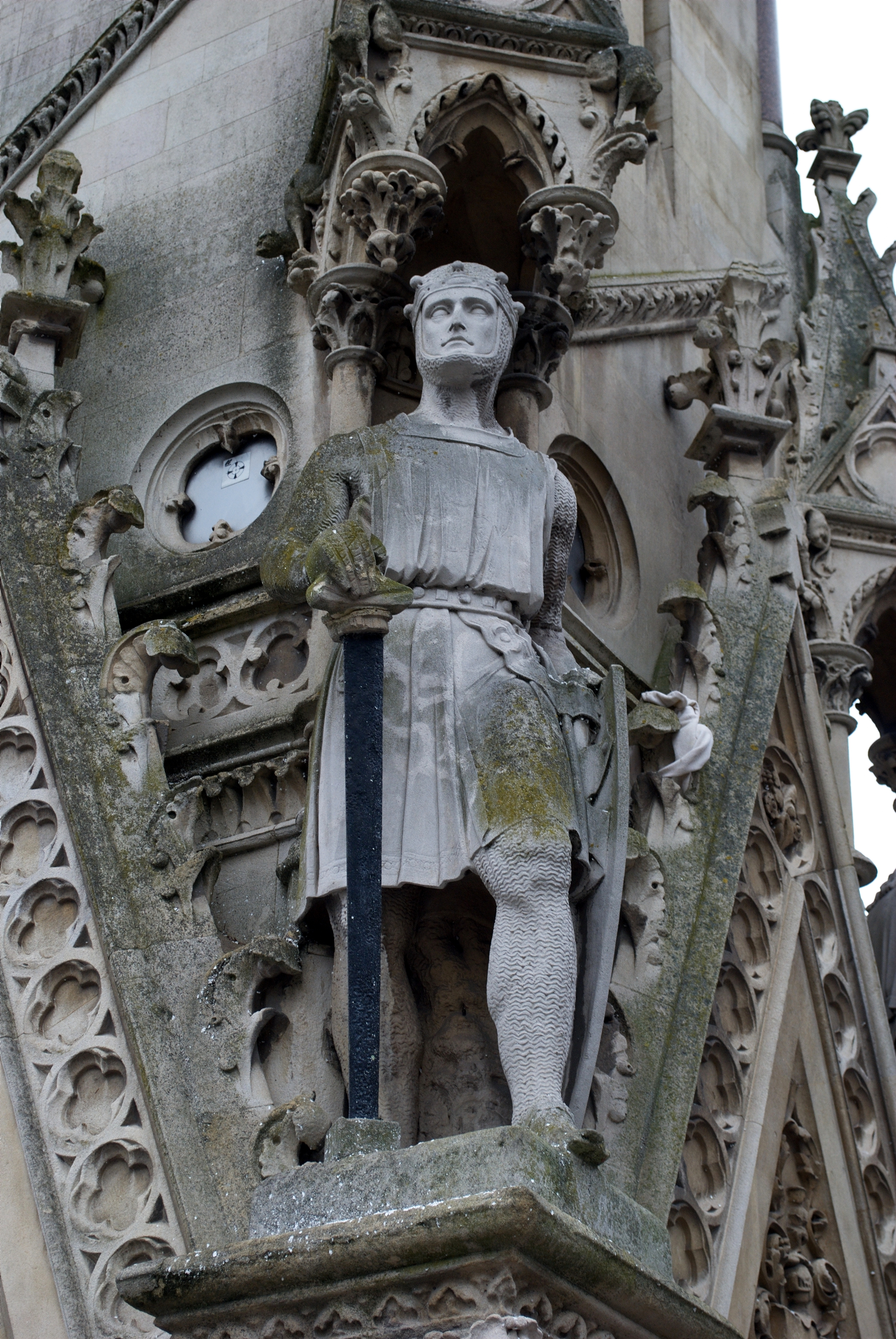
Статуя Симона де Монфор у годинниковій башті Лестера

Незабаром стосунки з королем погіршали. Монфор позичив у Томаса II Савойського значну суму грошей, записавши як свого гаранта короля Генріха III. Коли Симон не зміг сплатити борг, це довелося зробити королю, що спричинило конфлікт. Тому Симон де Монфор залишає Англію й перебирається спочатку до Аквітанії, а потім здійснює прощу до Палестини, звідки повертається у 1240 році. 1241 року приєднується до англійського короля у боротьбі за Пуату з Людовиком IX, королем Франції. Але ця військова кампанія виявилася невдалою, що знову загострило конфлікт між Монфором та королем Англії. 1247 року відбулося нове замирення. Симон де Монфор призначається намісником у Гасконі. На цій посаді активно придушує ворохобників, чим викликає невдоволення місцевої знаті, які вирушають із супліками до Генріха III. 1253 року завдяки Роберту Гросетесту відбувається нове замирення.
У 1254 році обирається до парламенту, де очолив опозицією до короля, зокрема активно протидіяв спробам збільшити королівські збори та податки. Втім, внаслідок конфлікту з іншими опозиційними баронами у 1256 році переходить на бік Генріха III. Але вже у 1258 році під час засідання так званого Скаженого парламенту Симон де Монфор знову в опозиції. Завдяки його союзу з Річардом де Клером, графом Глостера, вдалося домогтися прийняття «Оксфордських провізій», що обмежували владу короля. 1259 року ці провізії були доповненні «Вестмінстерськими провізіями». Створювалася «Рада 15-ти». Втім у 1261 році папа римський Гонорій III звільнив Генріха III від клятви щодо виконання цих провізій. У відповідь Річард де Клер, граф Глостер, у 1262 році виступив проти короля, створивши «Співтовариство лицарів-васалів Англії». Зрештою було вирішено розв'язати суперечку у третейському суді в Ам'єні. Його очолив у 1263 році король Людовик IX, який постановив про незаконність «Оксфордських визначень».

### На чолі Англії
Такі дії англійського короля спричинили велике невдоволення серед баронів, яких очолив Симон де Монфор. 1264 року розпочалося військове протистояння між баронською партією та королем Генріхом III, так звана Друга баронська війна. 14 травня 1264 року відбулася Битва під Льюїсом, в якій Монфор здобув блискучу перемогу, захопивши короля та його сина Едуарда. Після цього зайняв Лондон. Отримує графство Честер, очолює уряд як протектор, формально розділяючи владу з Гілбертом де Клером, графом Глостером, та Стефаном Бернстедом, єпископом Чічестеру.
З цього моменту Монфор став проводити політику на послаблення впливу баронів, розуміючи небезпеку для країні у значній владі аристократії. Для встановлення суспільної рівноваги наприкінці 1264 року оголошує про скликання нового парламенту. Його засідання відбувалися з 20 січня до 15 лютого 1265 року. Була запроваджена нова практика — запрошувалися не лише барони, а представники місцевих громад. Обиратися міг будь-хто, володіючий земельною власністю з річною орендою у 40 шилінгів. Порядок представництва був такий: 2 виборця від міст, 4 виборці від П'яти портів. Цим було закладено існування Палати громад.

### Загибель

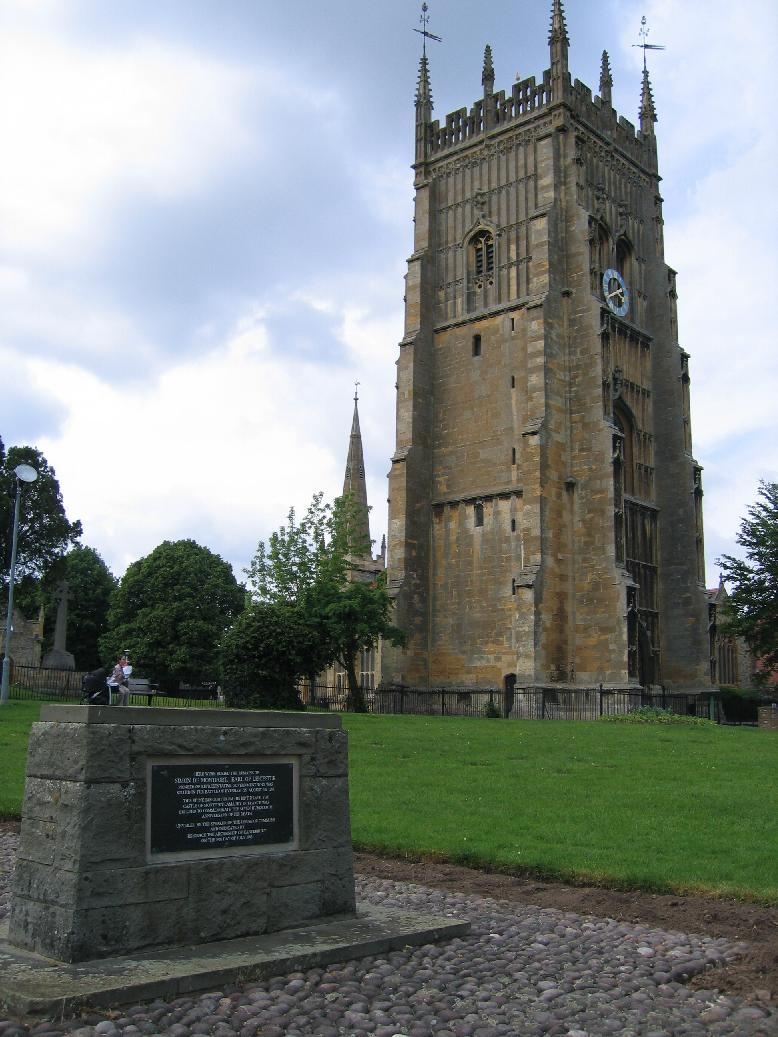
Меморіальний камінь на місці поховання Симона де Монфора в Івшемі

Політика Симона де Монфора викликала незадоволення баронів. В цей час з полону тікає принц Едуард. Починається нова війна — цього разу баронів проти Монфора. У відповідь останній уклав союз з володарем Уельсу Лливелином ап Груфидом. Втім 28 травня 1265 року принц Едуард при Кенілворті завдав поразки прихильникам де Монфора. Той став відступати у бік Вустера. 4 серпня 1265 року відбулася вирішальна битва під Івшемом, в якій Монфор зазнав нищівної поразки та загинув.

### Наслідки
Скориставшись поразкою де Монфора, принц Едуард взяв владу у країні у свої руки та разом з баронами мав намір скасувати рішення парламенту 1265 року, скликаного Монфором, а найголовніше скасувати сам принцип скликання представників та виборів від графств та міст. Втім тут Едуард зазнав поразки. Відчувши можливість впливати на внутрішню політику країни, значна кількість міст підтримала реформи Монфора. Тому принц Едуард вимушений був погодитися з принципом представництва, застосованого при скликанні парламенту 1265 року. 1266 року оголосив амністію прихильникам Монфора. 1267 року було видано Статут Мальборо, згідно з яким затверджувалися головні досягнення Симона де Монфора. З цього моменту термін «парламент» остаточно входить у вжиток.
Таким чином, попри поразку Симона де Монфора, його справа збереглася й з часом розвинулася у повноцінну Палату громад англійського парламенту.

## Родина
Дружина — Елеонора (1215—1275), донька Іоанна I, короля Англії.
Діти:
- Генріх (1238—1265)
- Симон (1240—1271)
- Аморі (1242—1300), канонік Йорку
- Гай (1244—1288), граф Ноли
- Джоанна (1248—1251)
- Річард (д/н—1266)
- Елеонора (1252—1282), дружина Ллівеліна ап Грифіда[ru]